# Нейтральний монізм

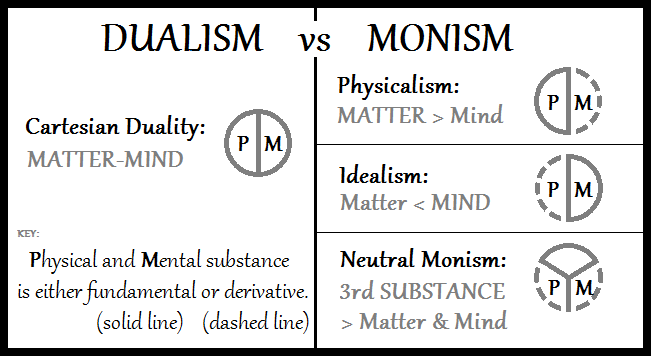
Діаграма, яка порівнює картезіанський дуалізм, фізикалізм та ідеалізм

Нейтральний монізм — метафізичне переконання, згідно з яким психічне та фізичне є двома способами організації або опису одних і тих самих самих елементів, які самі по собі є «нейтральними», тобто не мають ні фізичного, ні психічного характеру. Ця точка зору заперечує, що психічне та фізичне — дві принципово різні речі. Швидше за все, з точки зору нейтрального монізму, Всесвіт складається лише з одного виду субстанції — у вигляді нейтральних елементів, які самі по собі не є ні психічними, ні фізичними. Ці нейтральні елементи, можливо, мають властивості кольору та форми, так само, як і ми сприймаємо ці властивості. Але ці оформлені та наділені кольором елементи не існують у розумі (розглядається як  реальність що існує, хоч вона дуалістична, а хоч фізична); вони існують самі по собі. 
Нейтральний монізм являє собою один з різновидів двоаспектної теорії. Відповідно до нейтрального монізму, все суще складається з одного виду (звідси назва монізм) первинної сполуки, яка сама по собі не є ні психічною, ні фізичною, але здатна виявляти різні психічні та фізичні аспекти або атрибути, які є двома боками однієї і тієї ж базової реальності в одній субстанції. 
Найвизначнішими представниками нейтрального монізму є Девід Бом Вільям Джеймс, Бертран Расселл і Томас Нагель.